# Катетеризација срца
Катетеризација срца је инвазивна дијагностичка метода у кардиологији у току које се катетер (танка савитљива пластична цевчица) провлачи кроз претходно „пласирану“ канилу на улазу у артерију или вену у препони или руци, и кроз крвни систем усмерава према срцу.
Применом катетеризације срца могуће је; убризгавање лекова, директно мерење притиска у срчаним шупљинама, приказивање шупљина срца и коронарних (срчаних) артерија(контрастном бојом видљивом на рендгенском снимку - ангиографија), ширење крвних судова, (ангиопластика), узорковање ткива срчаног мишића (биопсија) итд. Катетер служи и као простор кроз који се до срца уносе електроде којима се испитује или регулише ритам срца.
Катетеризација срца је једна од централних дијагностичких, терапијских и хируршких процедура у лечењу кардиоваскуларних болести. Захват изводи интервентни кардиолог едукован за ову врсту дијагностике.

## Историја
Катетеризацију у лечењу мокраћне бешике први су применили Египћани 3000. п. н. е. користећи металну цев. Око 400. п. н. е. - катетери израђивани од шупље трске коришћени су на лешевима за проучавање функције срчаних залистака.
Историја инвазивне кардиолошке дијагностике почиње 1711. након што је Стивен Хејлс који је проучавао циркулацију крви постављањем катетер у крвне судове, десну и леву комору живих животиња, обавио прву катетеризацију срца катетером од месингане цеви, стаклене цеви и трахеје гуске. О делу и заслугама Стивена Хејлса за даљи развој катетеризацију срца најбоље говоре речи добитника Нобелове награде за медицину Вернера Форсмана (творца савремене катетеризације срца) који је у свом говору одржаном 1956. на додели Нобелове награде између осталог реко:

„прву катетеризацију срца на живим животињама у експерименталне сврхе извео је енглески свештеник, велечасни Стивен Хејлс, знатижељни лаик, који је то извршио у Тордингтону 1710, 53 године након смрти Вилијама Харвија (1578—1657), који је први прецизно дефинисао капацитете срца...“
Сто година касније технику катетеризације за проучавање физиологије срца применио је Клод Бернар током 1840. Он је катетером улазио у обе коморе и преткоморе срца коња ретроградним приступом кроз југуларну вене и каротидну артерију на врату. Бернар је био први научник који је проучавао физиологију срца, и међу првима који је припремио терен за катетеризацију срца у облику који је данас познат. Након истраживања Клод Бернара наредних око сто година катетеризацијом срца је извођена искључиво на животињама све до 1929. када је први пут изведена код човека са намером да се у хитним стањима (срчаном застоју) уведе лек директно у срце.
Техника ангиографије је први пут примењена 1927. од стране португалског лекара Егаса Монија, како би се лакше и прецизније дијагностиковао многа обољења, као што су тумори, коронарна болест, артериовенозне малформације и друге болести срца и крвних судова.
Први лекар који је признат као један од пионира у области катетеризације срца је немац Вернер Форсман, који је 1929, и поред противљења својих шефова, прву катетеризацију срца извео на себи, кроз рез у својој левој антекубиталој вени руке убацио катетер у свој венски систем. Потом је отишао на радиолошко одељење где је флуороскопијом установљено да се катетер налази у његовој десној преткомори.
У раним четрдесетим годинама 20. века, Андре Курнанд (André Frédéric Cournand), у сарадњи са Дикинсон В. Ричардсом (Dickinson W. Richards), започели су у Белвилској болници почетна истраживања која су обухватала проучавање физиолошких функција плућа, а посебно, поремећај познате као хронична плућна инсуфицијенције. Ричардс је закључио, као што су то учинили и други пре њега, да је потребно да се у дијагностици срчаних болести врши мерење количине ваздуха у плућима у различитим фазама дисања.
Дикинсон В. Ричардс и Андре Курнанд су у својим истраживањима настојали да унапреде технику катетеризације чију примену је започео 1929. немачки лекар Вернера Форсмана и развију безбедан поступак и мерења количине гасове у крви за време њеног проласка кроз срце до плућа. Зато су 1936. експерименте започели на животињама да би до 1941. безбедно уводили катетер у десну преткомору људског срца. Мерења притиска, протока крви итд. помоћу катетеризације срца омогућила су Дикинсон В. Ричардсу и Андре Курнанду да проуче физиолошке функције срца и крвотока.

У 1941 Дикинсон В. Ричардс је захваљујући катетеризацији срца, развио методу за мерење количине крви коју пумпа срце или његове коморе у крвоток, као и методу мерења крвниог притиска у десној преткомори, десној комори и плућној артерији, и методу мерења укупне запремине крви.
За развој поступка катетеризације срца и открића које су потом уследила у области физиолошких функција и болести срца, Дикинсон В. Ричардс, Андре Курнанд и Вернер Форсман су добили Нобелову награду за физиологију или медицину . О значају рада ове тројице нобеловаца у области катетеризације срца најбоље говори део излагања поводом доделе Нобелове награде 11. децембра 1956:

"Срчани катетер је био ... кључ у брави“. Окретањем овог кључа, Андре Курнанд и његове колеге довеле су нас у нову еру разумевања поремећаја нормалних срчаних функција, и прошириле је новим хоризонтима наде да се помогне болесном срцу... Ми увек треба да запамтимо да је прва операција на отвореном срцу, коју је извео Гибон (Gibbon) у фебруару 1952. код петнаестомесечне девојчице са наводно ASD, завршила смрћу на операционом столу, јер није имала ASD, већ велики патент дуктус артериозус. Најгора ситуација са којом се може суочити кардиохирург у операционој сали је; неочекивана, нетачна или непотпуна дијагноза болести. Срчана катетеризација даје нам мапу пута који треба да пратимо и да сигурно планирамо и надамо се успешно обављеном послу“.
Током следећих година, катетери су постављени на сличан начин у десну комору за дијагностиковање кардиоваскуларних болести, али и мерења притиска на излазу из срчаних шупљина (применом Фиковог принципа).
Током 1953 Свен Селдингер је усавршио методу Форсмана (која је захтевала хируршку препарацију крвног суда), увођењем перкутаног приступа срцу и крвним судовима и која је постала основа свих инвазивних процедура које се данас примењују у кардиологији и интервентној радиологији.
Др Сонес 1959. обавља прву семиселективну коронарну ангиографију а катетеризација срца све више је постајала рутинска дијагностичка метода у целом свету.

### Историјат катетеризације срца у Србији
Захваљујући визионарству проф др Владиславе Недељковић, 1971. урађена је прва катетеризација срца у Клиничком центру Србије - на Интерној Б клиници) и на тај начин су постављени чврсти темељи кардиологије у Србији. Од 1981. катетеризација срца са ангиографијом изводи се и у Институту за мајку и дете Србије. „Проф. Др Рудолф Папић, први сарадник и ученик проф др Владиславе Недељковић наставио је да усавршава технике, како дијагностичке, тако и интервентне катетеризације срца. До сада је (само) у Институту урађено више од 4800 катетеризација срца (код деце).“

## Индикације
Катетеризација срца је поступак који се примењује у дијагностици разних срчаних обољења. У принципу, овим поступком кардиолог прикупља информације о стању срца или крвних судова, и потреби за примену одређених терапијских поступака у болестима срца и крвних судова, укључујући и потребу за операцијом срца. Као и код сваке инвазивне процедуре која је повезана са могућим компликацијама (у току њеног извођења), одлука о неопходности катетеризацији срца мора бити донета на основу пажљиво извршене процене између ризика и користи која она има за пацијента. Најчешће индикације за катетеризацију срца су:
- Утврђивање обима и озбиљности коронарне артеријске болести.[13]
- Процена функционалног стања комора срца
- Процена тежине оштећења срчаних залистака или поремећаја у случајевима када је индиковано оперативно лечење, као што су;
  - аортна стенозе и/или инсуфицијенција,
  - митрална стеноза и/или инсуфицијенција,
- Кардиомиопатије, код којих је потребно утврдила потребу за хируршким корекционим операцијама
- Прикупљање података за допунску неинвазивну дијагностику и хируршку интервенцију код;
  - тумори срца, уколико је индиковно оперативно лечење, а постоји значајан ризик за постојање удружене коронарне болести
  - малигни поремећаји ритма исхемијске етиологије
  - стање након успешне реанимације застоја срца 
  - сумња на системске емболије кардиогеног порекла, у случајевима када је индиковано оперативно лечење
  - ангина пекторис у болесника у којих је раније урађена перкутана или хируршка реваскуларизација миокарда, са електрокардиографским променама и/или позитивним тестом за провоцирање исхемије на ниском нивоу оптерећења
  - акутна аортна и митрална инсуфицијенција са хемодинамском нестабилношћу, узроковане инфективним ендокардитисом, индиковане за оперативно лечење
- Дисфункција леве коморе срца непознате етиологије
- Одређивање присуства коронарне артеријске болести код болесника са клиничким знацима нејасних симптома или болом у грудима неизвесног порекла.
- Обољења (стања) у којих је индикована катетеризација срца и/или коронарографија у особа које обављају професионалну делатност која може угрозити друге особе (пилоти, подморничари, возачи, итд)

### Подаци који се добијају катетеризацијом
Добијени подаци катетеризацијом срца укључују:
- Положај врха катетера и његов могући пролаз кроз абнормални шант под флуороскопском визуелизацијом, (волумен шанта се може одредити рачунањем плућног и периферног протока крви и одузимањем последњег од првог).
- Вредности притиска у крвним судовима и коморама,
- Градијенте притиска кроз срчане валвуле (залиске),
- Садржај кисеоника и капацитет крви из разних положаја (могуће мешање крви десне стране срца са оном са леве стране)
- Присуство перикардијалног излива (види се из положаја врха катетера када лежи у контакту са зидом десне преткоморе).

### Могуће интервенције у току катетеризације
У току катетеризације срца могуће је извршити и отклањање или корекцију одређених срчаних поремећаја-болести;
- Корекцију одређених врста срчаних мана.
- Проширење сужених (стенотичних) срчаних залистака.
- Отварање блокираних артерија (балон катетеризација) или уградња стентова у крвни суд.

## Начин извођења
Катетеризација срца спада у високоспецијализован (али и инвазиван и ризичан) дијагностички поступак који се у Србији изводи у терцијарним здравственим установама и не може се радити у болесника који немају јасну индикацију, односно претходно прибављену потребну медицинску документацију.
Да би болесник био подвргнут катетеризацији срца мора бити испуњен услов да је;
- претходно обављена сва медицинским препорукама прописана дијагностичка испитивања,
- прибављена адекватна медицинска документација (нпр. лабораторијске анализе, тестови за провоцирање исхемије, електрокардиографски и ехокардиографски прегледи, рендгенски прегледи грудног коша и слично).
- да је болесник упознат са могућим компликацијама и да је након тога дао сагласност за извођење катетеризације.

Евалуација (процена болесника) се врши индивидуално од стране лекара појединца или конзилијума лекара који изводе катетеризацију, на основу медицинске документације поднете на увид и, када је то неопходно, додатног разговора и прегледа болесника. Лекар који врши евалуацију може тражити да се медицинска документација допуни и да коначну одлуку донесе накнадно, по извршеном допунском прегледу болесника.

### Припрема пацијента за тестирање
На дан теста, пожељно је да пацијент не уноси храну и течност 6 - 8 сати пре његовог почетка. Тест се спроводи у болничким условим и пожељно је да пацијент проведе ноћ уочи теста и након теста у болници. У супротном, пацијент се прима амбулантно најбоље у дневну болници. Пацијент са себе скида сву одећу облачи специјалну болесничку одећу, и потписује сагласност за спровођење поступка. Пре теста и у току теста лекар упознаје пацијента са свим поступцима и даје му савет за његово понашање у току теста.
Пре теста пацијент је у обавези да обавестите лекара ако је:
- алергичан на плодове мора
- у прошлости био преосетљив на контрастни материјала или јод
- да употребљава вијагру
- да је можда у другом стању

### Поступак тестирања
Катетеризацију срца обављају обучени кардиолози и интервентни радиолози уз помоћ обучених техничара и медицинских сестара, у за то специјално опремљеним салама (ангиосалама) уз помоћ савремених рендген флуографа за визуелизацију (на монитору) и архивирање резултата (на ЦД или рендген филму). 
Пацијенту се 30 минута пре теста даје благо седативно средство како би се психички опустио. Тест најчешће траје од 30 - 60 минута.
Пре увођења катетера пацијент се поставља на раван сто испод тубуса покретног рендген апарат (компјутеризованог флуорографа). Преко неколико малих плочица (електрода) које се постављају на ноге и руке и кажипрст (руке) пацијента, преко поликардиографа (ЕКГ и пулс оксиметра), константно се прати електрична активност срца и концентрација кисеоника у крви током теста.
Све време теста пацијент је будан и способан да прати упутства у току теста.
У току теста пацијент може да осети извесну нелагодност на месту где се катетер уводи у крвни суд. Локална анестезија ће се „умртвити“ место убода и пласирање катетера, тако да пацијент може имати само благ осећај притиска на месту његовог увођења.
Катетер се уводи у један од крвних судова руке, врата, препона. Место убода се претходно чисти антисептиком а затим „обезболи“ локалним анестетиком. Затим се катетер убацује кроз интравенску канилу у крвни суд и пажљиво помера према срцу под контролом рендгена који на монитору приказује слику врха катетера у реалном времену (флуороскопија). Када је катетер на месту, лекар може да приступи:
- прикупљању узорака крви из срца, за гасне и друге анализе,
- мерењу притиска и протока крви у коморама срца и великим артеријама око срца
- одређивању концентрације кисеоника у различитим деловима срца
- проучавању стања артерија срца уз помоћ контрастне флуороскопије (које даје непосредно, „у реалном времену“ слике рендген слике на екрану и исту памти у меморији апарата), познате и као ангиографија, компјутеризована томографска ангиографија и магнетна резонантна ангиографија.
- биопсији (узорковању дела ткива) срчаног мишића

Након теста, катетер се уклања, а место апликације се прекрива стерилном газом и фиксира како не би дошло до крварења. Ако се катетер уводи у препону, пацијент ће морати да остане у лежећем положају на леђима неколико сати након тест како би се избегло евентуално крварење.

### Врсте катетеризације срца у зависности од приступа
Катетеризација левог срца
Ако се катетер уводи у циркулацију у пределу кука или препонске артерије, поступак је познат као „катетеризација левог срца“, јер се катетером из феморалне артерије улази аорту затим коронарне артерије и леву комору срца. То је једна од најчешће примењиваних процедура. Катетеризација левог срца може да се обави и приступом преко артерије у рукама.
Катетеризација десног срца
Уколико се катетер уводи у пределу десне препоне или десну бутну вену поступак се зове „катетеризација десног срца“ Ова метода се користи за мерење притиска у десној страни срца и у дијагностици урођених срчаних мана, болести срчаних залистака, болести перикарда, али такође и у одређеним болестима срчаног мишића, срчаног шока, или за мерења излазних притисака срца и крвним судовима плућне циркулације.
Десна и лева катетеризација срца
Ова врста катетеризације је комбинација горенаведених метода.

## Контраиндикације
Са врло малим изузетком практично не постоје апсолутне контраиндикације за катетеризацију срца. Без обзира на садашњи развој ове технике ризик који постоји је минималан у односу на корист која са остварује овом дијагностичком методом. Било какав могући ризик који се може предвидети треба да буде контраиндикација за примену катетеризације срца. Релативне контраиндикације су следеће:
- Неконтролисана хипертензија (нпр.екстремни страх пацијента може изазива висок крвни притисак и неправилан рад срца).
- Вентрикуларна аритмија
- Акутни мождани удар
- Изражена анемија
- Акутна крварења у желуцу и цревима
- Алергија на радиографски контраст
- Акутна бубрежна инсуфицијенција
- Висока температура тела непознатог узрока и/или активно лечење инфекција
- Поремећај електролита (нпр. хипокалиемија)
- Тешка коагулопатија
- Немогућност пацијента да прати упутства у току спровођења катетеризације.

Катетеризација срца се начелно не ради у току трудноће, јер зрачење може оштетити развој плода. Али, у хитним стањима која угрожавају живот труднице поступак се може применити у циљу спасавања живота труднице. У таквим случајевима, плод се штити што од зрачења применом заштитне кецеље.
Апсолутне и релативне контраиндикације за приступ кроз радијалну артерију левом срцу
| Апсолутне | Релативне |
| --- | --- |
| - Непостојање адекватне колатералне циркулације - Абнормални резултати Алановог теста или плетизмографије - Пацијенти који захтевају примену интрааорталне балон пумпе (IABP) - Болесници са познатим васкуларним болестима горњих удова - Болесници са Биргеровом болести или тешким Рејноовим феноменом | - Болесника са хроничном болешћу бубрега (ЦКД) који у будућности имају потребу за артериовенском Фистулаом - Болесници са Рејноовим феноменом - Жене ниског раста и слабог радијалног пулса - Болесници са познатом тешком болешћу поткључне артерије - Болесници са познатим унутрашњим млечним графтом контралатерална од места уласка катетера Напомена: Многи релативни фактори се могу кориговати пре приступања катетеризацији, чиме се смањује број контраиндикација и могући ризик. |

## Компликације
Катетеризација срца је релативно безбедна дијагностичка процедура, када је изводи искусан тим интервентних кардиолога или радиолога, и обавља се амбулантно широм света. Међутим, мора се признати да се поступак често спроводи у болесника са срчаним обољењима и да се катетери морају уметати у крвне судове, што и носи одређен ризик. Озбиљне компликације се чешће јављају код пацијената који су јако болесни и стари. Упркос томе, ризик од озбиљних компликација је јако мали и процењује се на мање од 4 промила (највероватније око 1 до 2 промила).
Могући ризици и компликације у току катетеризације срца
| Могући ризици | Могуће компликације |
| --- | --- |
| - Срчане аритмије - Тампонада срца - Срчани застој - Крварење - Низак крвни притисак - Реакција на контрастно средство (алергија) - Срчани или мождани удар - Трауме артерије, појава хематома | - Крварење из крвног суда, инфекције, и бол на месту увођења катетера - Крварење из катетера - Руптура (оштећење) крвног суда катетером (изузетно ретко са тромбофлебитисом) - Пнеумоторакс - Згрушавања крви око катетера, које касније блокира крвне судове у другим деловима тела. - Контрастно средство може да оштети функцију бубрега (посебно код пацијената са дијабетесом). |

Врх катетера може да помери угрушак крви или неку од наслага са унутрашњег зида артерија, које потом могу да путују кроз крвоток и у мањим артеријама потпуно блокирају проток крви, изазову исхемију ткива.
Увек постоји и незнатан ризик од оштећења ћелија или ткива изложених радијацији, укључујући и низак ниво рендген зрачења (које се примењује у овом тесту), који је јако мали у поређењу са значајем и користима од катетеризације срца у дијагностици кардио-васкуларних болести.